# Црни септембар
Организација Црни септембар (арап. منظمة أيلول الأسود) је била палестинска милитантна организација основана 1970. године. Поред других акција, група је била одговорна за атентат на јорданског премијера Васфија Тала и масакр у Минхену, у којем је киднаповано и убијено једанаест израелских спортиста и званичника, као и један западнонемачки полицајац који је такође убијен, током Летњих олимпијских игара 1972. у Минхену, што се сматра њиховим најпознатији терористичким нападом. Ови напади су довели до стварања или специјализације сталних снага за борбу против тероризма у многим европским земљама.

## Порекло
Име групе потиче од сукоба Црног септембра који је почео 16. септембра 1970. године, када је јордански краљ Хусеин прогласио војну власт као одговор на покушај федаина да заузме његово краљевство – што је резултирало смрћу и протеривањем хиљада палестинских бораца из Јордана. Црни септембар је почео као мала ћелија Фатаха одлучних да се освете краљу Хусеину и јорданским оружаним снагама. Придружили су се и регрути из ПФЛП-а, ас-Саика и других група.
У почетку, већина његових чланова били су дисиденти унутар Фатаха који су били блиски Абу Алију Ијаду, команданту Фатахових снага у северном Јордану који је наставио да се бори против јорданске војске након што се вођство Палестинске ослободилачке организације повукло. Убиле су га, наводно погубљењем, јорданске снаге 23. јула 1971. Они су тврдили да је тадашњи јордански премијер Васфи Тал лично одговоран за његово мучење и смрт.

## Структура групе
Међу историчарима, новинарима и примарним изворима постоје неслагања око природе Црног септембра и степена у којем га је контролисао Фатах, фракција Палестинске ослободилачке организације, коју је у то време контролисао Јасер Арафат.
У својој књизи Без држављанства, Салах Халаф (Абу Ијад), Арафатов шеф безбедности и један од оснивача Фатаха, написао је да: „Црни септембар није био терористичка организација, већ је пре била помоћна јединица покрета отпора, у време када је ова друга није била у стању да у потпуности реализује свој војни и политички потенцијал. Чланови организације су увек порицали било какве везе између своје организације и Фатаха или Палестинске ослободилачке организације."
Порицање описано у Абу Ијадовој тврдњи било је обострано: према чланку из 1972. у јорданским новинама Ад-Дустоур, Мохаммед Даоуд Оудех, такође познат као Абу Даоуд, оперативац Црног септембра и бивши виши члан Палестинске ослободилачке организације, рекао је јорданској полицији: "Нема таква организација као што је Црни септембар да најављује своје операције под овим именом тако да се Фатах неће појавити као директни извршилац операције." Документ из марта 1973. објављен 1981. од стране америчког Стејт департмента изгледа да потврђује да је Фатах матична организација Црног септембра.
Према америчком новинару Џону К. Кулију, Црни септембар је представљао „потпуни раскид са старим оперативним и организационим методама федаина. Њени чланови су радили у затвореним ћелијама од четири или више мушкараца и жена. Чланови сваке ћелије су намерно држани у незнању других ћелија Вођство су вршили посредници и 'одсеци'.", иако није било централизованог руководства.
Кули пише да су многе ћелије у Европи и широм света биле састављене од Палестинаца и других Арапа који су годинама живели у својим земљама пребивалишта као студенти, наставници, бизнисмени и дипломате. Рад без централног руководства, то је био „прави колегијални правац“. Структура ћелије и оперативна филозофија која се мора знати заштитили су оперативце тако што су осигурали да привођење или надзор једне ћелије не утиче на друге. Структура је понудила уверљиво порицање вођству Фатаха, које је пазило да се дистанцира од операција Црног септембра.
Фатаху је био потребан Црни септембар, каже историчар Бени Морис. Он пише да је постојао "проблем унутрашње кохезије Палестинске ослободилачке организације или Фатаха, са екстремистима који су стално захтевали већу милитантност. Умерени су очигледно пристали на стварање Црног септембра да би преживели". Као резултат притиска милитаната, пише Морис, конгрес Фатаха у Дамаску у августу–септембру 1971. пристао је да успостави Црни септембар. Нова организација се заснивала на постојећем Фатаховом специјалном обавештајно-безбедносном апарату, на канцеларијама и представницима Палестинске ослободилачке организације у разним европским престоницама, а од самог почетка је постојала сарадња Црног септембра и ПФЛП-а.
Палестинска ослободилачка организација је затворила Црни септембар у септембру 1973. године, на годишњицу када је створен „политичком калкулацијом да од тероризма у иностранству више неће бити добро“ према Морису. Арафат је 1974. наредио Палестинској ослободилачкој организацији да се повуче из насилних аката изван Западне обале, Појаса Газе и Израела.

## Минхенски масакр
Ова група је била одговорна за масакр у Минхену 1972. године у којем је убијено 11 израелских олимпијских спортиста, од којих је девет прво узето као таоце, и убиство немачког полицајца током Летњих олимпијских игара 1972. у Минхену.
Након напада, израелска влада, на челу са премијерком Голдом Меир, покренула је кампању атентата и наредила израелској интелигентној агенцији Мосад да убије оне за које се зна да су умешани у масакр у Минхену. До 1979. године, најмање једна јединица Мосада је убила осам чланова Црног септембра и Палестинске ослободилачке организације, укључујући Али Хасана Саламеха, званог „Црвени принц“, богатог, блиставог сина породице из више класе и команданта Снаге 17, који је такође радио као лично обезбеђење Јасеру Арафату. Саламех је такође стајао иза отмице Сабене лета 572 из Беча за Лод 1972. године. Погинуо је од експлозије аутомобила бомбе у Бејруту 22. јануара 1979. године. Током рације у Либану у априлу 1973. израелски командоси убили су три висока члана Црног септембра у Бејруту. У јулу 1973. године, у ономе што је постало познато као афера Лилехамер, Ахмед Боучики, недужни марокански конобар кога су заменили за Али Хасана Саламеха, убијен је у Норвешкој. Због убиства је ухапшено шест израелских оперативаца.
Изјаве Абу Дауда из 2010. године, наводног организатора киднаповања у Минхену, поричу да је било који од Палестинаца које је убио Мосад имао било какву везу са масакром у Минхену, упркос чињеници да се на листи налазе два од три преживела члана екипа за отмице ухапшена на аеродрому.

## Други напади
Остале радње које се приписују Црном септембру укључују:
- 28. новембар 1971: убиство јорданског премијера Васфија Тала у знак одмазде за протеривање Палестинске ослободилачке организације из Јордана 1970–71;
- Децембар 1971: покушај убиства Заида Рифаија, јорданског амбасадора у Лондону и бившег шефа јорданског краљевског двора;
- 6. фебруар 1972: саботажа западнонемачке електричне инсталације и гасних постројења у Равенштајну и Омену у Холандији и у Хамбургу у Западној Немачкој;
- 8. мај 1972: отмица белгијског авиона, Сабена лет 572, који је летео из Беча за Лод.
- Септембар и октобар 1972: десетине писама бомби су послате из Амстердама у израелске дипломатске центре широм света, убивши израелског саветника за пољопривреду Амија Шачорија у Великој Британији.
- 23. јануар 1973: атентат на официра Мосада Баруха Коена у Мадриду.
- 1. март 1973: Напад на саудијску амбасаду у Картуму, Судан: 10 талаца је држано у амбасади Саудијске Арабије, од којих пет дипломата. Убијени су амерички амбасадор, заменик америчког амбасадора и белгијски отправник послова. Преостали таоци су ослобођени. У документу Стејт департмента из 1973. године, са којег је скинута ознака поверљивости 2006. године, закључује се: „Операција у Картуму је планирана и изведена уз пуно знање и лично одобрење Јасера Арафата“.
- 2. март 1973: завера за бомбу у Њујорку 1973
- 5. август 1973: два палестинска милитанта који су тврдили да су повезани са Црним септембром отворили су ватру на путнички салон на сада затвореном међународном аеродрому Елиникон у Атини, убивши троје и ранивши 55. Боинг 737 компаније Луфтханза отет је из Рима у децембру 1973. како би се захтевало да се наоружани људи ослободе из грчког притвора.
- 20. октобар 1981: Црни септембар преузео је одговорност за бомбашки напад на синагогу у Антверпену у Белгији 1981. године, у којем су погинуле три, а рањено 106 људи.[4]

### Напади бомбама писмима и убиство Амија Шачорија
Ами Шачори је био саветник за пољопривреду у амбасади Израела у Уједињеном Краљевству у Кенсингтону, Лондон. Шачори је убијен у нападу са писмом бомбом 19. септембра 1972, који је извршио Црни септембар.
Осам бомби упућено је службеницима амбасаде. Четири су пресретнута у просторији за сортирање поште у Ерлс Корту, али су остала четири писма стигла у амбасаду. Три писма су откривена у просторији поште конзулата али Шачори је отворио своје, верујући да садржи холандско семе цвећа које је наручио. Експлозија је пробила рупу на столу и смртно ранила Шачорија у стомак и груди.
У Шачоријево сећање основано је годишње меморијално предавање о пољопривреди у Лондону.